# Lethal Enforcers
Lethal Enforcers é um jogo eletrônico lançado em 1992 pela Konami, com gráficos baseados em fotografias. Era um jogo de tiroteio criado inicialmente para arcade, que colocava o jogador na perspectiva de um policial encarregado de uma série de missões. As fases pelas quais era necessário passar eram: um assalto a banco, um roubo em Chinatown, um sequestro, uma batida a um covil de traficantes e uma apreensão em uma indústria química. Podiam participar até dois jogadores ao mesmo tempo, mirando nos bandidos com armas plásticas que funcionavam a base de um sensor óptico. O Jogo acabou tendo versões para Sega Saturn, Mega Drive e Super Nintendo. Na versão da Nintendo, as placas e referências aos locais chineses foram retiradas para não ofender a comunidade asiática. Mais tarde foi criada uma adaptação para PlayStation e em 1994 foi criada uma continuação no velho oeste.